# Риволі-Веронезе
Риволі-Веронезе (італ. Rivoli Veronese, вен. Rivołi Veronexe) — муніципалітет в Італії, у регіоні Венето,  провінція Верона.
Риволі-Веронезе розташоване на відстані близько 430 км на північ від Рима, 120 км на захід від Венеції, 20 км на північний захід від Верони.
Населення — 2181 особа (2014).
Щорічний фестиваль відбувається 11 липня. Покровитель — Sant'Isidoro.

## Демографія
Населення за роками:

Станом на 1 січня 2023 року в муніципалітеті офіційно проживали 122 іноземці з 27 країн, серед них 70 громадян країн Євросоюзу та 5 громадян України.

## Сусідні муніципалітети
- Аффі
- Брентіно-Беллуно
- Каприно-Веронезе
- Кавайон-Веронезе
- Костермано
- Дольче
- Сант'Амброджо-ді-Вальполічелла